# Georges De Schrijver
Georges De Schrijver SJ (* 15. März 1935; † 7. Oktober 2016 in Manila) war ein belgischer katholischer Theologe. 

## Leben
Er trat er 1954 in die Gesellschaft Jesu ein und wurde 1968 zum Priester geweiht. In seinem Theologiestudium konzentrierte er sich zunächst vor allem auf fundamentale Dogmatik und promovierte 1976 in Leuven mit einer Arbeit über den Theologen Hans Urs von Balthasar (1905–1988). Er lehrte Fundamentaltheologie als Professor an der Theologischen Fakultät der KU Leuven.

## Schriften (Auswahl)
- Le merveilleux accord de l’homme et de dieu. Étude de l’analogie de l’être chez Hans Urs von Balthasar. Leuven 1983, OCLC 165757106.
- Hg.: Liberation theologies on shifting grounds. A clash of socio-economic and cultural paradigms. Leuven 1998, ISBN 90-6186-883-1.
- The political ethics of Jean-François Lyotard and Jacques Derrida. Leuven 2010, ISBN 978-90-429-2327-0.
- Imagining The Creator God. From Antiquity to Astrophysics. Quezon City 2015, ISBN 978-971-550-709-7.